# Richard Crenna
Richard Donald Crenna (Los Ángeles, California, 30 de noviembre de 1926-17 de enero de 2003) fue un actor de cine estadounidense. Tuvo una extensa carrera, actuando en películas tales como El Yang-Tsé en llamas, Sola en la oscuridad, Fuego en el cuerpo, First Blood (y sus posteriores secuelas de Rambo como el coronel Samuel Trautman), Hot Shots 2 y The Flamingo Kid.

## Biografía

### Inicios
Nació en el seno de una familia de inmigrantes italianos de la región de Toscana. Su padre era farmacéutico y su madre regentaba un hotel. Fue educado en la Belmont High School y en la Universidad del Sur de California.

### Carrera
Inició su carrera interpretativa en la radio, actuando en los programas My Favorite Husband, Boy Scout Jamboree, A Date With Judy, The Great Gildersleeve y Our Miss Brooks. Continuó en el reparto del último, cuando fue trasladada su emisión a la televisión. Tras Our Miss Brooks, actuó en otro programa televisivo, The Real McCoys, protagonizado por Walter Brennan. Además, Crenna interpretó el papel principal en la temporada de 1964 de la serie Slattery's People.
Trabajó en El Yang-Tsé en llamas junto a Steve McQueen.
Es mundialmente conocido por su papel del Coronel Trautman, antiguo superior de John Rambo, en la trilogía sobre este personaje. Tiene su máxima participación en Rambo III, luchando codo a codo con el protagonista del film. 
En una escena donde está siendo torturado, dice
una de las frases más célebres de la saga, cuando el coronel ruso, asombrado por todo el desastre que Rambo provocó, estando completamente solo, le dice a Trautman: "Un solo hombre, frente a comandos entrenados... ¿Quién se cree que es... Dios?" Y Trautman responde, con dificultad por la aplicación de la tortura: "Dios tendría misericordia...él no la tendrá". Ese diálogo, hasta el día de hoy, se interpreta con hilaridad, incredulidad y asombro. 
Tuvo una extensa carrera interpretativa e interpretó a personajes con responsabilidades de mando con cierto éxito.
Tiene una estrella en el Paseo de la Fama de Hollywood, en el 6714 de Hollywood Boulevard.

### Vida personal
Estuvo casado con Penni Sweeney, desde 1959 hasta 2003, año en que falleció a causa de un cáncer de páncreas, en su ciudad natal, a los 76 años de edad. En la época de su muerte tenía un papel en la serie Judging Amy. Tuvo dos hijos, y uno de ellos, Richard Anthony Crenna, es también actor.

## Filmografía
- Let's Dance (1950)
- Red Skies of Montana (1952)
- The Pride of St. Louis (1952)
- It Grows on Trees (1952)
- Our Miss Brooks (1956)
- Over-Exposed (1956)
- Ann-Margret: Made in Paris (1965) (corto)
- John Goldfarb, Please Come Home (Un yanqui en el harén) (1965)
- Made in Paris (Cita en París) (1966)
- The Sand Pebbles (El Yang-Tsé en llamas) (1966)
- Wait Until Dark (Sola en la oscuridad) (1967)
- Star! (La estrella) (1968)
- Midas Run (1969)
- Marooned (Atrapados en el espacio, 1969)
- Doctors' Wives (Hospital, hora cero) (1971)
- The Deserter (1971)
- Red Sky at Morning (1971)
- Catlow (El oro de nadie) (1971)
- Crónica negra (1972)
- Dirty Money (1972)
- The Man Called Noon (Un hombre llamado Noon) (1973)
- Jonathan Livingston Seagull (1973)
- Breakheart Pass (Nevada Express) (1975)
- Devil Dog (El Perro del Infierno) (1978)
- The Evil (Profecía diabólica) (1978)
- Wild Horse Hank (1979)
- Stone Cold Dead (1979)
- Death Ship (1980)
- Sobre ascuas (1980)
- Body Heat (Fuego en el cuerpo) (1981)
- First Blood (Rambo) (1982)
- Table for Five (Mesa para cinco) (1983)
- The Flamingo Kid (1984)
- Rambo: First Blood Part II (1985)
- Summer Rental (1985)
- 50 Years of Action! (1986)
- Rambo III (1988)
- Leviathan (Leviathan, el demonio del abismo) (1989)
- Intruders (1992)
- Hot Shots! Part Deux (1993)
- A Pyromaniac's Love Story (1995)
- Jade (1995)
- Sabrina (1995)
- Veinte mil leguas de viaje submarino (1997)
- Deep Family Secrets (1997)
- Wrongfully Accused (Vaya un Fugitivo) (1998)
- Darkness at High Noon: The Carl Foreman Documents (2002) (documental; narrador)